# Refeição

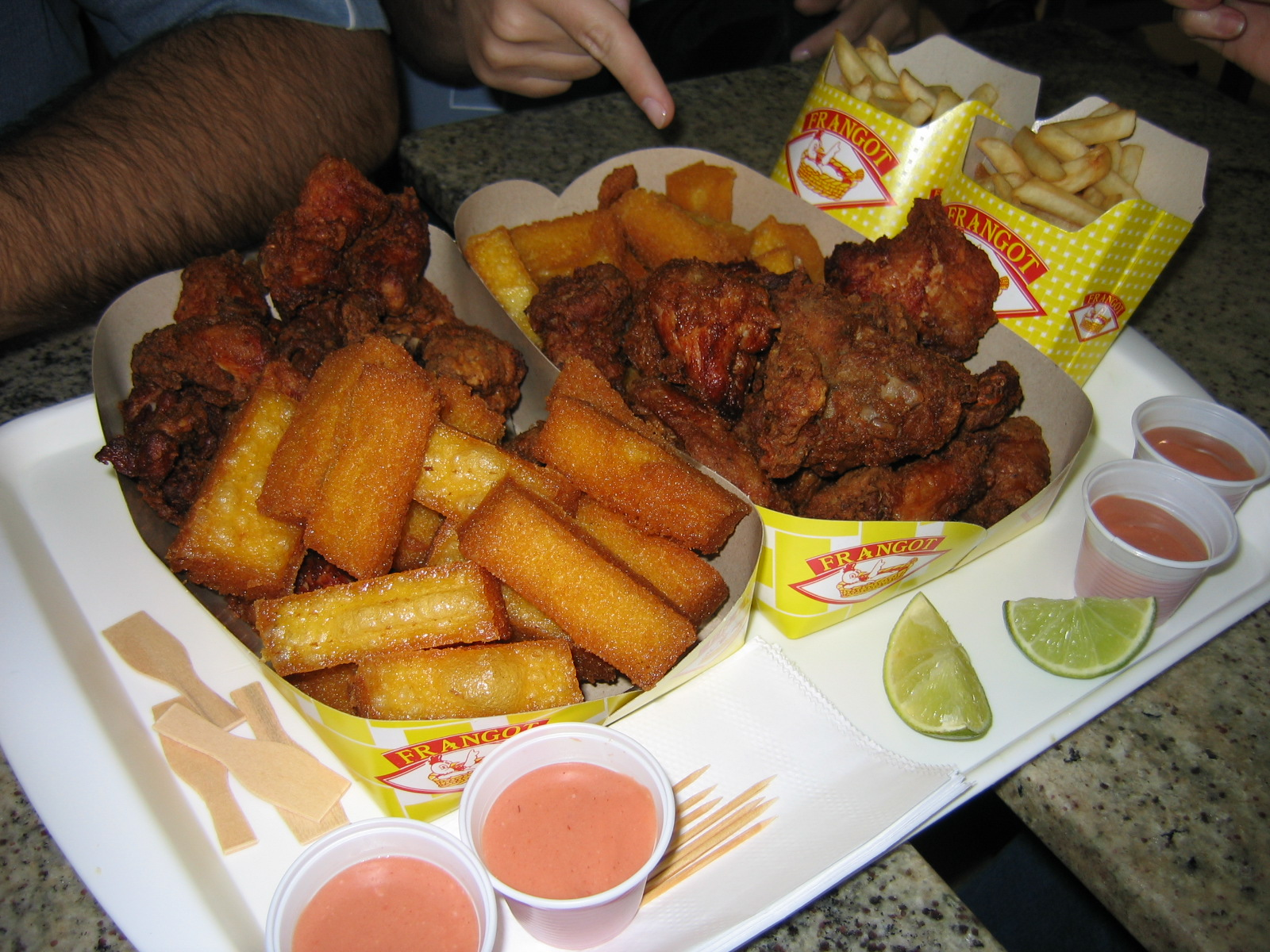
Polenta, frango e batatas fritos, uma refeição rápida

Refeição é conjunto de substâncias alimentares que se comem e se bebem para manter as funções vitais do indivíduo.
Embora cada nutricionista tenha sua opinião sobre o assunto, em geral, eles aconselham a realização de, pelo menos, três refeições diárias: o pequeno-almoço (desjejum), almoço e jantar, podendo ou não ser completadas com lanches nos intervalos entre cada uma (não se devendo passar mais de 3 horas e meia sem se comer).

## História das refeições em Portugal
Os nomes históricos das refeições portuguesas desde a Idade Média até ao final do século XIX eram: a parva, também chamada desjejum ou mata-bicho, dependendo da região do país; o almoço; a côdea , chamada tambem fatiga (fatia); o jantar (que também dava, em inúmeras zonas do país, pelas grafias regionais e arcaicas de jentar e jintar); a merenda; a ceia e o ceiote (também grafada por vezes ciote).

## Primeira refeição
A primeira refeição dava pelos nomes de parva, dejejuadouro, quebra-jejum, desjejum e mata-bicho, designações que alternavam consoante a região e que podiam consistir em alimentos diferentes. De um modo geral, todas as variantes consistiam em refeições parcas e simples, que podiam resumir-se a azeitonas com pão, ou talvez até um pouco de queijo ou toucinho, em alturas de maior fartura, amiúde acompanhadas de um gole de bebidas alcoólicas fortes, por sinal, a aguardente. Eram geralmente relegadas aos trabalhadores agrícolas, antes de se irem para a lavoura. Podia haver uma sazonalidade destas refeições. Segundo alguns autores, só havia lugar a estas refeições no Verão, altura em que o trabalho começava mais cedo.
Ao passo que o termo desjejum está mais associado às regiões do Minho e Trás-os-Montes, o termo mata-bicho, ou mesmo a locução «matar o bicho» aparece já mais associada às regiões das Beiras e do Alto Alentejo.
A parva, nome usado na Estremadura e no litoral alentejano, consistia numa refeição pobre, que podia resumir-se a azeitonas com pão e aguardente. Dava-se aos ganhões e aos jornaleiros antes do almoço, que era a primeira refeição grande do dia.

### Mata-bicho
Designa-se por «mata-bicho» ou mesmo «mata-bichar», o acto de tomar uma bebida alcoólica em jejum, logo pela manhã, ou, ainda, de se ingerir qualquer tipo de alimento ou bebida, logo ao acordar. O termo ainda se usa, se bem esteja em declínio, em zonas rurais em Portugal, sendo o termo mais comum em uso na maioria dos PALOP.

#### Etimologia de mata-bicho
A origem deste termo é problemática, de acordo com Orlando Neves, no seu «Dicionário de Expressões Correntes», que aventa a seguinte tese para a sua etimologia:
«Matar o bicho provém de, em jejum, o vazio do estômago se manifestar como se dentro dele estivesse um bicho que o 'mata-bicho' mataria. A sensação de vacuidade do estômago também é comparada ao roer de ratos dentro daquela víscera.»
Em todo o caso, este autor não descarta a possibilidade de haver uma relação analógica entre a expressão portuguesa «matar o bicho», com a locução coloquial castelhana «matar el gusanillo».
Ladislau Batalha, por seu turno, cita o autor do «Dictionnaire des locutions françaises», Maurice Rat, a respeito da locução popular francesa «tuer le ver», que tem o mesmo sentido que «matar o bicho», traçando, também aí, um paralelismo entre os dois aforismos.
Nesta toada, Ladislau Batalha relembra que no passado era atribuído ao consumo de bebidas alcoólicas propriedades preventivas contra doenças e epidemias, a coloquial "bicheza". Nessa obra francesa, citada por Batalha, faz-se um relato dos princípios do século XVI, em que uma fidalga francesa da corte teve uma morte suspeita, o que suscitou que o seu corpo fosse necropsiado. Durante a autópsia, ter-se-ia descoberto um verme a remexer-lhe no coração. O físico da corte teve por bem imergir o animal em aguardente, matando-o. Doravante, generalizou-se a crença na corte francesa de que o consumo de bebidas alcoólicas, fosse vinho ou aguardente, para quebrar o jejum, a fim de prevenir problemas de saúde.
No mesmo sentido, mas com fonte diferente, Alberto Bessa, autor da obra «A giria portugueza: esboço de um diccionario de "Calão», faz referência a um episódio histórico do século VIII, em Castela, por ocasião de uma epidemia tida por misteriosa, que grassava pelo reino.
Para tomar conta da situação, foi incumbido D. Gustavo Garcia, escanado e reconhecido físico da corte. Depois de inúmeras tentativas e aturadas investigações, encontrou-se nas tripas de um cadáver um verme vivo. Ajuizou o médico medieval que seria aquele bicho o responsável pela peste que assolava pelo reino. Para matar o bicho, depois de o ter mergulhado debalde em inúmeros líquidos, D. Gustavo decidiu imergi-lo em aguardente. Método que se mostrou eficaz, porquanto o verme morreu de imediato. Mercê desta descoberta, promoveu-se o consumo de aguardente, para quebrar o jejum, pela manhã.

## Almoço
O almoço era a refeição grande da manhã.
O substantivo originou do galego «almorço», que, por seu turno, se deriva do latim vulgar tardio admŏrdiu, que é uma variante do latim clássico admordere, «mordiscar; começar a comer».

## Côdea
A côdea, o equivalente arcaico ao lanche da manhã, era uma refeição pequena, modesta e rápida, que podia consistir essencialmente em pão, daí o nome, que alude a um naco de pão seco.Em meios mais abastados, a côdea podia ser uma refeição mais opípara, consistindo em ovos fritos em farinha e demolhados em mel.
Esta refeição ocorria de permeio entre o almoço e o jantar.
Na região do Minho, esta refeição era conhecida como antebém.
É de assinalar que o antebém (também grafado antevém), resulta etimologicamente da junção dos vocábulos «ante» e «vem». Estritamente falando, o antebém tanto pode coincidir com a côdea, como com a merenda, tratando-se de uma designação genérica para as refeições menores que se faziam entre qualquer uma das refeições principais, especialmente quando a segunda se atrasava para lá da sua hora habitual.

## Jantar
Era a segunda refeição grande do dia e ocorria, pelo menos no mundo rural, por torno do meio-dia, correspondia àquilo que é hoje em dia o almoço.
Etimologicamente, advém do latim vulgar tardio jantāre, corruptela do vocábulo jento vindo do latim clássico, cujo significado era «almoçar, comer o desjejum».

## Merenda
Também designado piqueta na região do Alentejo e da Beira Baixa, corresponde à refeição do meio da tarde, entre o então jantar e a ceia, correspondendo hoje em dia ao lanche.
José Leite Vasconcellos, na sua obra «Tradições Populares de Portugal», refere que a merenda só se fazia de 25 de Março a 8 de Setembro, circunscrevendo-a a uma contingência sazonal, que pode estar relacionada com o tipo de trabalhos agrícolas que se realizavam durantes esses meses.
Etimologicamente, o substantivo merenda vem do latim medieval «merenda», e reportava-se à refeição que se fazia à tarde ou ao cair da noite.

## Ceia
A ceia era a refeição grande que se fazia ao anoitecer ou ao princípio da noite, correspondendo ao nosso hodierno jantar.
Etimologicamente, a palavra ceia vem do latim cena, que significa «jantar, a refeição da noite».

## Ceiote
O ceiote, também grafado ciote, era a derradeira refeição. Não era feita por todas as pessoas, apenas por aquelas que tinham de seroar em trabalhos mais exigentes ou que só se podiam fazer mais tarde no decurso do dia. Ocorria por torno da meia-noite.

## Na modernidade portuguesa
As designações portuguesas modernas são: pequeno-almoço, almoço, lanche e jantar. Havendo também ansa à ceia, se bem que mais ocasionalmente, em épocas de preceito, como o Natal. Os termos merenda, mata-bicho, desjejum, piqueta e antebém, embora ainda existam no português de Portugal, estão geralmente mais relegados ao meio rural, sendo de uso menos frequente fora desse meio.
O substantivo pequeno-almoço só foi introduzido por torno do século XIX, mercê de influência do francês petit-déjeuner.
O substantivo lanche trata-se de um anglicismo, introduzido sensivelmente no mesmo período, que terá origem na palavra lunch, que significa «almoço».
Este rol das actuais designações das refeições no português de Portugal foi estabelecido a preceito pelos sotaques litorais, mormente dos meios urbanos, durante o século XX, tendo-se consolidado a sua hegemonia já no século XXI.

## Tipos de refeição
- Café da manhã (ou pequeno-almoço)
- Brunch
- Almoço
- Lanche
- Jantar
- Sobremesa
- Ceia